# Pallas-1
Pallas-1 (en chinois : 智神星一号) est un lanceur de moyenne puissance partiellement réutilisable développé par l'entreprise chinoise Galactic Energy qui sera capable de placer 4 tonnes en orbite basse et 2 tonnes en orbite héliosynchrone. Il comporte deux étages équipés de moteurs à ergols liquides développés en interne et brûlant un mélange de kérosène et d'oxygène liquide. Ce premier étage revient au sol après avoir rempli son vol et est réutilisable. Le premier vol de Pallas-1 est prévu en 2024[Passage à actualiser]. Si cette échéance est tenue, Pallas-1 serait le premier lanceur réutilisable chinois. La société Galactic Energy fabrique par ailleurs le lanceur léger Ceres-1 dont le premier vol a eu lieu en novembre 2020.

## Historique du projet
Galactic Energy fait partie de la vingtaine de sociétés chinoises créées depuis l'ouverture à la concurrence en 2014 du marché des lancements spatiaux, jusque là monopole des sociétés détenues par l'État chinois. La société, fondée en 2018, a son siège à Pékin et dispose d'un établissement à Jianyang dans la province du Sichuan. Elle a commencé par développer le lanceur léger Ceres-1 qui a effectué un premier vol réussi en novembre 2020, faisant de Galactic Energy le deuxième acteur privé à disposer d'un lanceur opérationnel. Un deuxième vol a été réussi en décembre 2021, trois en 2022 et un quatrième en janvier 2023, avec un total de 8 à 10 lancements planifiés pour l'année 2023,.
Le développement d'un lanceur moyen baptisé Pallas-1 (capable de placer une charge utile de 4 tonnes en orbite basse) partiellement réutilisable à la manière de la fusée américaine Falcon 9, a débuté en décembre 2018. La construction d'un établissement à Jianyang dans la province du Sichuan consacré à la recherche au développement et à la production des moteurs-fusées à ergols liquides propulsant Pallas-1 débute en septembre 2019 pour un coût de 225 millions $. Un premier moteur est assemblé fin 2021. Au cours du deuxième semestre 2021, Galactic Energy lève 200 millions $ de fonds pour financer le développement de son nouveau lanceur et prévoyait effectuer son vol inaugural début 2023. Le premier vol d'essai aura lieu en 2024,.

## Caractéristiques techniques
Pallas-1 est haut de 42 mètres pour un diamètre de 3,35 mètres et une masse au décollage de 220 tonnes. Il comporte deux étages utilisant le même type de moteur brûlant un mélange de kérosène et d'oxygène liquide, : 
- Le premier étage est propulsé par 7 moteurs Welking de 40 tonnes de poussée (280 tonnes en tout) fonctionnant durant 151 secondes. Leur impulsion spécifique dans le vide est de 310 secondes. Après sa séparation avec le deuxième étage, il revient se poser à la verticale en utilisant sa propulsion et des volets déployables.
- Le deuxième étage est propulsé par un unique moteur Welking optimisé pour le vide de 50 tonnes de poussée fonctionnant durant 186 secondes. Le moteur peut être rallumé plusieurs fois pour placer les satellites sur différentes orbites.

La coiffe en matériau composite dispose d'un volume interne de 3,15 mètres de diamètre pour 6,3 mètres de haut.

### Le moteur-fuséeWelking
Le moteur-fusée à ergols liquides Welking (ou Cangqiong) brûle un mélange de kérosène et d'oxygène liquide qui est mis sous pression par une turbopompe double coaxiale. Celle-ci est entraînée par une turbine à gaz elle-même alimentée par un générateur de gaz (cycle générateur de gaz). Les ergols sont pulvérisés dans la chambre à combustion par un injecteur à aiguille qui permet de faire varier la poussée dans un rapport de 1 à 4. Cette modularité de la poussée permet l'atterrissage en douceur du premier étage. Le moteur-fusée est conçu pour être réutilisé 50 fois. Le ratio poussée sur poids est supérieur à 120. La poussée au niveau du sol est de 40 tonnes au niveau de la mer et de 50 tonnes dans le vide. Pour contrôler l'orientation du lanceur, l'axe de chaque moteur-fusée peut être incliné de ±6 degrés. La fabrication du moteur utilise l'impression 3D.